# Campionati italiani invernali di nuoto 2004
I Campionati italiani invernali di nuoto 2004 si sono svolti a Treviso il 15 e il 16 dicembre 2004.

## Podi

### Uomini
| Evento              | Oro                                                                                            | Tempo    | Argento                                                                                      | Tempo    | Bronzo                                                                              | Tempo    |
| Stile libero        |                                                                                                |          |                                                                                              |          |                                                                                     |          |
| 50 m                | Lorenzo Vismara                                                                                | 22.08    | Alessandro Calvi                                                                             | 22.21    | Michele Scarica                                                                     | 22.22    |
| 100 m               | Filippo Magnini                                                                                | 48.38    | Christian Galenda                                                                            | 48.50    | Lorenzo Vismara                                                                     | 48.84    |
| 200 m               | Christian Galenda                                                                              | 1'46.50  | Filippo Magnini                                                                              | 1'46.75  | Matteo Pelliciari                                                                   | 1'48.00  |
| 400 m               | Emiliano Brembilla                                                                             | 3'43.66  | Andrea Righi                                                                                 | 3'48.23  | Luca Marin                                                                          | 3'49.42  |
| 1500 m              | Simone Ercoli                                                                                  | 14'59.96 | Andrea Righi                                                                                 | 15'12.20 | Andrea Busato                                                                       | 15'16.16 |
| Dorso               |                                                                                                |          |                                                                                              |          |                                                                                     |          |
| 50 m                | Cesare Pizzirani                                                                               | 24.66    | Simone Manni                                                                                 | 25.61    | Simone Cercato                                                                      | 25.94    |
| 100 m               | Cesare Pizzirani                                                                               | 52.92    | Simone Manni                                                                                 | 54.50    | Enrico Catalano                                                                     | 54.79    |
| 200 m               | Alessandro Pontalti                                                                            | 1'57.25  | Riccardo Lanozzi                                                                             | 1'57.63  | Enrico Catalano                                                                     | 1'58.00  |
| Rana                |                                                                                                |          |                                                                                              |          |                                                                                     |          |
| 50 m                | Alessandro Terrin                                                                              | 27.84    | Andrea Savino                                                                                | 28.12    | Maurizio Capone                                                                     | 28.18    |
| 100 m               | Alessandro Terrin                                                                              | 1'00.18  | Loris Facci                                                                                  | 1'00.61  | Davide Rummolo                                                                      | 1'00.20  |
| 200 m               | Loris Facci                                                                                    | 2'08.71  | Paolo Bossini                                                                                | 2'08.96  | Davide Rummolo                                                                      | 2'10.58  |
| Farfalla            |                                                                                                |          |                                                                                              |          |                                                                                     |          |
| 50 m                | Rudy Goldin                                                                                    | 24.36    | Enrico Catalano                                                                              | 24.61    | Paolo Villa                                                                         | 24.69    |
| 100 m               | Paolo Villa                                                                                    | 53.46    | Rudy Goldin                                                                                  | 54.02    | Luca Gardonio                                                                       | 54.15    |
| 200 m               | Paolo Villa                                                                                    | 1'56.57  | Luca Gardonio                                                                                | 1'58.00  | Francesco Vespe                                                                     | 1'59.02  |
| Misti               |                                                                                                |          |                                                                                              |          |                                                                                     |          |
| 100 m               | Filippo Magnini                                                                                | 54.37    | Andrea Savino                                                                                | 55.23    | Massimiliano Rosolino                                                               | 55.96    |
| 200 m               | Leonardo Tumiotto                                                                              | 1'58.66  | Nicola Febbraro                                                                              | 1'59.20  | Luca Marin                                                                          | 2'00.13  |
| 400 m               | Luca Marin                                                                                     | 4'11.76  | Leonardo Tumiotto                                                                            | 4'12.95  | Nicola Febbraro                                                                     | 4'15.15  |
| Staffette           |                                                                                                |          |                                                                                              |          |                                                                                     |          |
| 4x50 m stile libero | Centro Sportivo Carabinieri Alessandro Calvi Mattia Nalesso Mauro Gallo Giacomo Vassanelli     | 1'28.67  | Gruppo Nuoto Fiamme Gialle René Gusperti Lorenzo Vismara Klaus Lanzarini Christian Galenda   | 1'29.19  | Centro Sportivo Esercito Fabrizio Addamiano Paolo Villa Gianluca Ermeti Fabio Gallo | 1'29.90  |
| 4x50 m misti        | Gruppo Nuoto Fiamme Gialle Klaus Lanzarini Alessandro Terrin Christian Galenda Lorenzo Vismara | 1'38.06  | Gruppo Sportivo Fiamme Oro Roma Cesare Pizzirani Maurizio Capone Luca Gardonio Stefano Linda | 1'38.56  | Centro Sportivo Esercito Leonardo Tumiotto Matteo Cortesi Rudy Goldin Fabio Gallo   | 1'39.75  |

### Donne
| Evento              | Oro                                                                          | Tempo   | Argento                                                                     | Tempo   | Bronzo                                                                         | Tempo   |
| Stile libero        |                                                                              |         |                                                                             |         |                                                                                |         |
| 50 m                | Cristina Chiuso                                                              | 25.09   | Federica Pellegrini                                                         | 25.52   | Gaia Mancabelli                                                                | 25.80   |
| 100 m               | Federica Pellegrini                                                          | 54.61   | Cristina Chiuso                                                             | 54.63   | Delfina Pinto                                                                  | 56.05   |
| 200 m               | Federica Pellegrini                                                          | 1'58.28 | Simona Ricciardi                                                            | 1'59.34 | Flavia Zoccari                                                                 | 2'01.39 |
| 400 m               | Flavia Rigamonti                                                             | 4'07.06 | Simona Ricciardi                                                            | 4'09.50 | Elisa Pasini                                                                   | 4'10.31 |
| 800 m               | Flavia Rigamonti                                                             | 8'26.80 | Elisa Pasini                                                                | 8'33.93 | Simona Ricciardi                                                               | 8'39.69 |
| Dorso               |                                                                              |         |                                                                             |         |                                                                                |         |
| 50 m                | Valentina De Nardi                                                           | 28.26   | Elena Gemo                                                                  | 28.65   | Carla Elena Stampfli                                                           | 28.76   |
| 100 m               | Valentina De Nardi                                                           | 1'00.57 | Alessia Filippi                                                             | 1'01.91 | Alessia Regli                                                                  | 1'02.37 |
| 200 m               | Alessia Filippi                                                              | 2'09.65 | Roberta Ioppi                                                               | 2'10.94 | Valentina De Nardi                                                             | 2'13.86 |
| Rana                |                                                                              |         |                                                                             |         |                                                                                |         |
| 50 m                | Chiara Boggiatto Sara Farina                                                 | 32.35   |                                                                             |         | Veronica Demozzi                                                               | 32.56   |
| 100 m               | Chiara Boggiatto                                                             | 1'08.12 | Veronica Demozzi                                                            | 1'09.07 | Giulia Fabbri                                                                  | 1'10.32 |
| 200 m               | Chiara Boggiatto                                                             | 2'26.43 | Sara Giovannoni                                                             | 2'28.35 | Silvia Rossi                                                                   | 2'28.90 |
| Farfalla            |                                                                              |         |                                                                             |         |                                                                                |         |
| 50 m                | Elena Gemo                                                                   | 27.13   | Francesca Segat                                                             | 27.62   | Chiara Mazzoni                                                                 | 27.68   |
| 100 m               | Francesca Segat                                                              | 59.61   | Caterina Giacchetti                                                         | 59.76   | Ambra Migliori                                                                 | 1'00.48 |
| 200 m               | Caterina Giacchetti                                                          | 2'07.78 | Francesca Segat                                                             | 2'08.08 | Sabina Mussi                                                                   | 2'13.10 |
| Misti               |                                                                              |         |                                                                             |         |                                                                                |         |
| 100 m               | Sara Parise                                                                  | 1'02.65 | Alessia Regli                                                               | 1'03.55 | Veronica Massari                                                               | 1'03.81 |
| 200 m               | Sara Parise                                                                  | 2'13.35 | Francesca Segat                                                             | 2'14.20 | Alessia Filippi                                                                | 2'15.02 |
| 400 m               | Alessia Filippi                                                              | 4'42.99 | Veronica Massari                                                            | 4'46.88 | Veronica Rodà                                                                  | 4'48.66 |
| Staffette           |                                                                              |         |                                                                             |         |                                                                                |         |
| 4x50 m stile libero | Aurelia Nuoto Maria Sole Lensi Licia Bertone Alessia Filippi Cristina Chiuso | 1'43.33 | DDS Elena Gemo Federica Pellegrini Valeria Calloni Roberta Panara           | 1'43.77 | ASD Roma 1953 Roberta De Iorio Emanuela Donati Francesca Santini Delfina Pinto | 1'44.16 |
| 4x50 m misti        | DDS Chiara Pettenò Roberta Panara Elena Gemo Federica Pellegrini             | 1'53.06 | CN UISP Bologna Martina Mantovani Silvia Rossi Chiara Mazzoni Linda Mazzoli | 1'55.71 | Aurelia Nuoto Alessia Filippi Maria Sole Lensi Erika Picchi Cristina Chiuso    | 1'56.61 |